# Дзампарини, Маурицио
Маурицио Дзампарини (итал. Maurizio Zamparini; 9 июня 1941, Баньярия-Арса — 1 февраля 2022) — итальянский футбольный менеджер и предприниматель. Его капитал оценивается в 1,2 млрд евро. В настоящее время занимает пост президента клуба «Палермо», имея также и контрольный пакет акций команды. Также финансирует клуб «Фидене», выступающий в серии D. С 18 сентября 2009 года Маурицио является федеральным советником Генеральной ассамблеи Лега Национале Профессионалисти. Дзампарини является почётным гражданином города Палермо.

## Предпринимательская деятельность
Дзампарини занимается предпринимательством в различных областях бизнеса, однако его основное направление работы — управление финансовыми ресурсами, которые он получил, продав основанную им же компанию супермаркетов Mercatone Zeta (первые буквы компании, M и Z, являются и первыми буквами имени Дзампарини). Маурицио имеет несколько торговых центров на Сицилии, а с 2009 года началось строительство крупного торгового комплекса в Палермо, прозванного «Зампацентр».

## «Палермо»
«Палермо» был не первым опытом Дзампарини в футболе. До этого он являлся владельцем «Порденоне» и «Венеции», которую спас от банкротства. Чтобы сохранить клуб, Дзампарини придумал схему, в которую вошло объединение команды с другим местным клубом, «Местре». Дзампарини помог клубу реконструировать свой стадион и вывел команду в серию А. Но после отказа руководства города выдать ему землю под постройку нового стадиона Дзампарини покинул клуб.
Владельцем футбольного клуба «Палермо» Дзампарини стал в 2002 году, выкупив за 20 млн евро контрольный пакет акций у Франко Сенси. Вложив в клуб собственные средства, в 2004 году Маурицио вывел его в серию А, а затем добился квалификации клуба в Кубок УЕФА.
10 июня 2010 года Дзампарини был отстранён от должности президента «Палермо» сроком на 6 месяцев за сознательное завышение стоимости футболистов в трансферных сделках клуба в периоде с 2003 по 2006 год. Он сказал: «Я единственный президент, за 25 лет работы не совершивший ни одной незаконной сделки. Возможно, именно поэтому меня отстранили от работы. Мои адвокаты готовят апелляцию в гражданский суд, мы будем требовать взыскания компенсации за ущерб, нанесенный моему имиджу». 11 ноября 2010 года Маурицио сказал:
«Я подам в отставку. Я продаю „Палермо“ и ухожу из футбола. С меня достаточно. Мне надоело в этом участвовать. Я принял решение. Хочу как можно скорее дистанцироваться от футбола. Считайте, что с этого момента „Палермо“ выставлен на продажу. Я надеялся, что всё изменится, но грязные игры продолжают процветать»; однако спустя две недели Маурицио сказал прямо обратное: «Я никогда не уйду из „Палермо“ и не продам ни единой акции».
Дзампарини стал известен как очень трудный президент: он уволил 28 тренеров своей команды. Однажды ему задали вопрос о хобби, и он ответил: «Увольнять тренеров».
Также он часто нелестно отзывается о людях из мира футбола:
- О игроках «Палермо»

«Вы не мужики, а кучка маленьких девочек!»
«Я в свои годы быстрее по утрам бегаю, чем когда вы считаете, что сделали рывок!»
«Мы, скорее всего, проиграем 0:2. Я очень беспокоюсь насчет этого матча, потому что команда перед игрой слишком петушится. Вместо этого следует вспомнить, что мы играем с „Миланом“, и игра будет очень сложной».

- О Жан-Клод Блане

«Все этому парню не так — много, видите ли, очков у „Юве“ по вине судей отобрали. Ха! Нам вообще пенальти не дают. Этот Блан такой же скользкий тип, как Раймон Доменек! Я бы никогда не пригласил Блана работать в „Палермо“».

- О Розелле Сенси

«И кому пришло в голову доверить вести спортивный автомобиль женщине?! Это все равно, что дать обезьяне гранату!».

- О Адриано Галлиани

«Меня удивляет тот факт, что никто не видит противозаконности в совмещении элитного административного поста в клубе с очень значимой должностью в ИФЛ. Данная комбинация позволяет успешно лоббировать интересы определенной команды на самом высоком уровне. Я продам Амаури в любой другой клуб, но не в „Милан“».

- О Жозе Моуринью

«Я так всегда поступаю, когда „Палермо“ играет дома, я подхожу поздороваться с руководством и тренером гостей. Я протянул руку и сказал Моуринью, что рад знакомству с ним. А он просто развернулся и ушел. Он грубый и избалованный».